# Kalendarium historii Norfolku

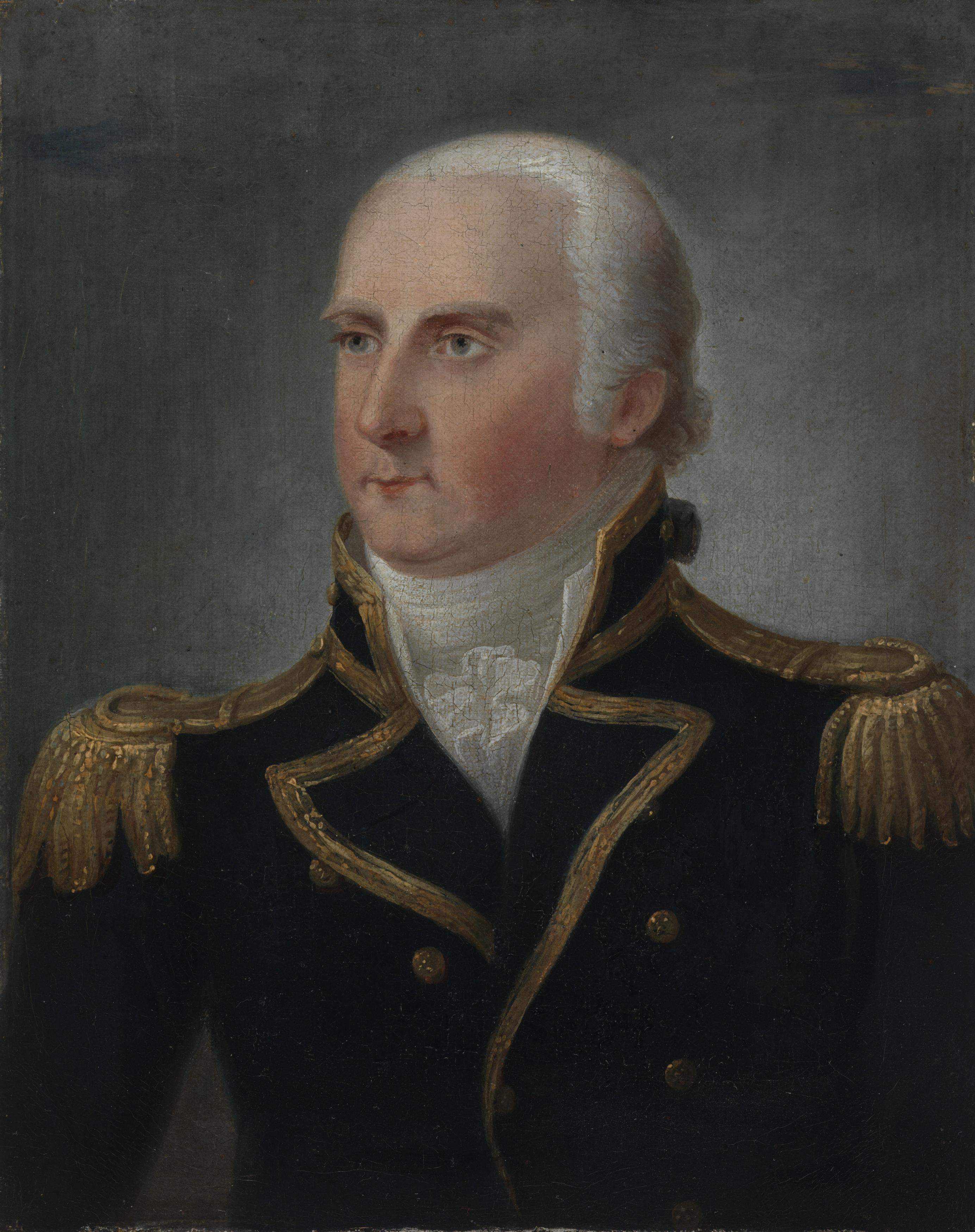
Philip Gidley King

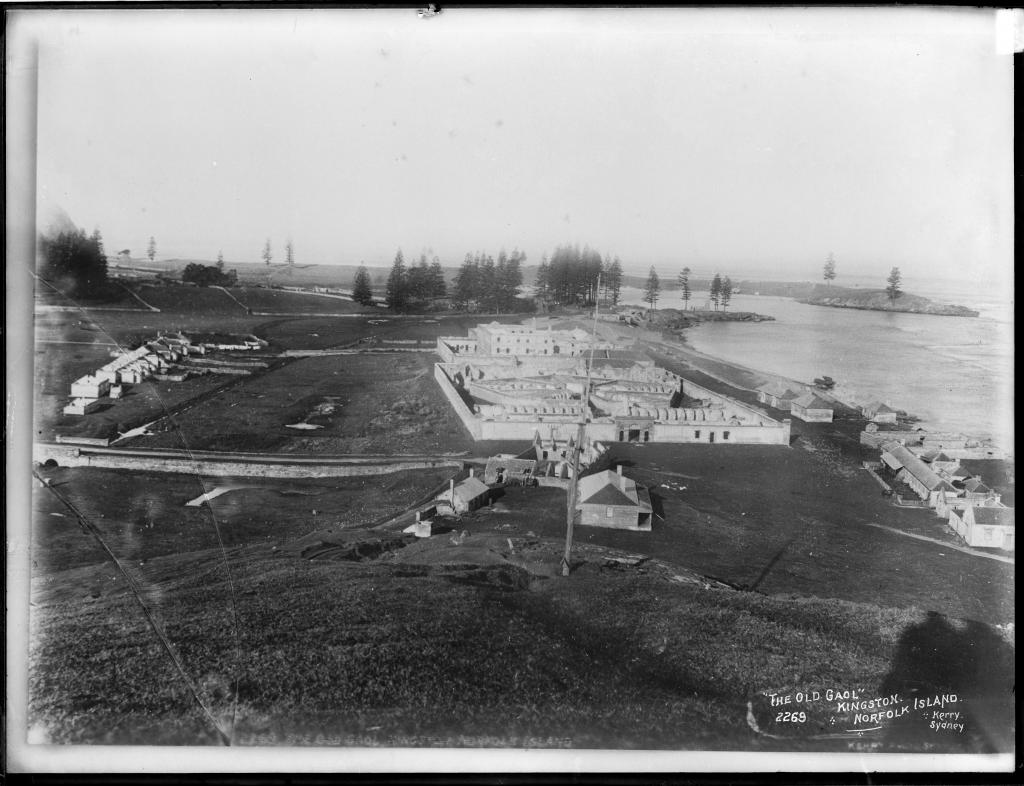
Panorama dawnego Kingston

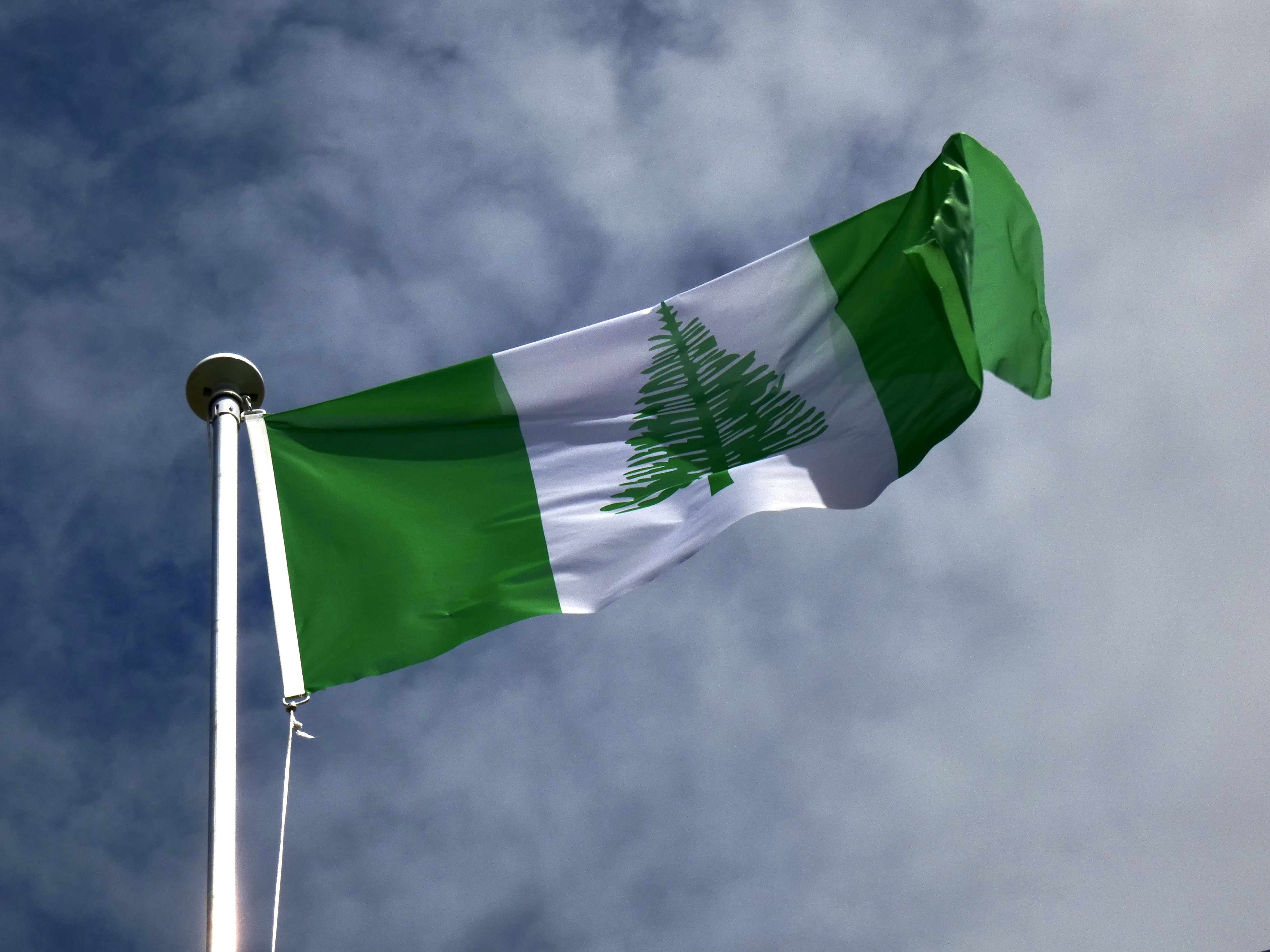
Flaga Norfolku

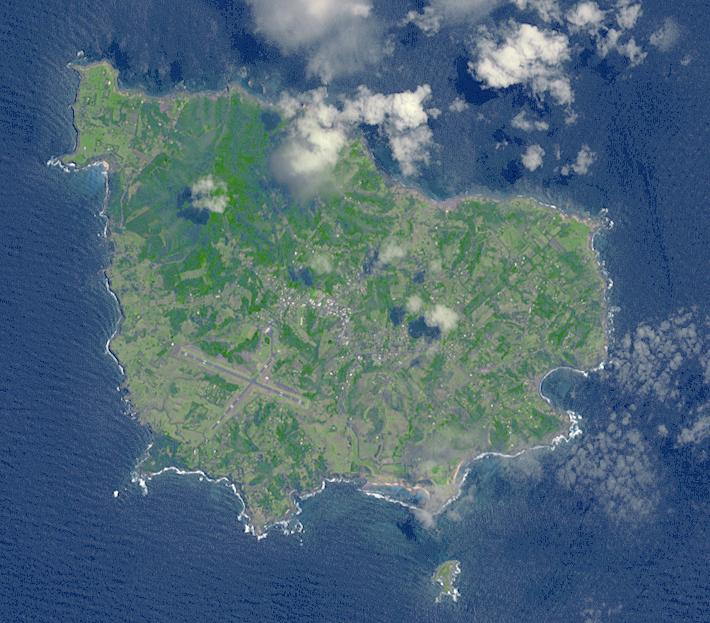
Widok wyspy z powietrza

Kalendarium historii Norfolku – uporządkowany chronologicznie, począwszy od czasów najdawniejszych aż do współczesności, wykaz dat i wydarzeń z historii Wyspy Norfolk.

## Kalendarium
- XIII–XV wiek – okres, w którym wyspę zamieszkiwali Polinezyjczycy[1].
- 1774 – odkrycie wyspy przez Jamesa Cooka podczas jego drugiej wyprawy[2].
- 1788 – aneksja wyspy przez Brytyjczyków i lądowanie kolonizatorów Philipa Gidleya Kinga. Założenie Kingston, utworzenie kolonii karnej[3].
- 1789 – bunt na HMS Bounty[4].
- 1790 – katastrofa HMS Sirius[5].
- 1795 – pierwsze zasiedlenie miejsca, w którym w przyszłości powstanie Burnt Pine[6].
- 1814 – porzucenie kolonii i zniszczenie wszystkich zabudowań przez Brytyjczyków[5].
- 1825 – powtórna próba kolonizacji wyspy[7].
- lata 30. XIX wieku – rozwój kolonii także poza Kingston, zakładanie farm i budowa infrastruktury[8].
- 1855 – ponowne zamknięcie kolonii karnej i opuszczenie wyspy[8].
- 1856 – zasiedlenie wyspy przez potomków buntowników na Bounty, oraz Tahitańczyków z Pitcairn[9], rozwój języka norfolk[10]. Nadanie wyspie szerokiej autonomii przez Brytyjczyków[11].
- 1859–1865 – powrót części mieszkańców na Pitcairn[12][13].
- 1866 – przybycie na wyspę społeczności zgromadzonej wokół Melanezyjskiej Misji(inne języki)[8].
- 1897 – utrata większości lokalnej autonomii na rzecz kontroli Nowej Południowej Walii[1][14].
- 1906 – utworzenie Norfolk Island School w Middlegate[15].
- 1914 – uczynienie z wyspy terytorium zewnętrznego Australii[16].
- 1920 – koniec obecności Melanezyjskiej Misji w Norfolk[17].
- 1942 – początek budowy portu lotniczego Norfolk Island[18].
- 1942–1944 – obecność wojsk alianckich na wyspie, związana z drugą wojną światową[1][8].
- lata 60. XX wieku – przeniesienie resztek cmentarza Melanezyjskiej Misji[8].
- 1977 – sprzeciw Norfolku wobec integracji z Australią[16].
- 1979 – nadanie terytorium szerokiej autonomii[1].
- 1980 – przyjęcie flagi Norfolku oraz godła wyspy[19].
- 1986 – referendum(inne języki) dotyczące utworzenia telewizji zarządzanej przez rząd Norfolku, skutkujące powstaniem telewizji TVNI(inne języki)[20].
- 1996 – przypisanie Norfolkowi domeny internetowej[21].
- 2007 – dodanie języka norfolk do listy języków zagrożonych wymarciem przez ONZ[22].
- 2015 – ograniczenie autonomii Norfolku, rozwiązanie rządu i parlamentu[23].
- 2016 – utworzenie Rady Regionalnej Norfolku[23].
- 2021 – pierwszy wykryty przypadek COVID-19 na wyspie[24].